# Sommer-OL 1900
Sommer-OL 1900 blev afholdt i Paris, men da IOC skulle vælge værtsby postulerede Grækenland at de havde ubestridelig ret til at afholde alle fremtidige olympiske lege (OL). IOC brugte den græsk-tyrkiske krig som argument for at vælge Paris. IOC havde et meget lille budget og koblede sig derfor sammen med verdensudstillingen. OL foregik over syv måneder – fra maj til november – ligesom verdensudstillingen, der endte med at overskygge OL. Tilskuerne mistede overblikket og interessen.
Hvor grækerne var begejstrede for OL, var franskmændene mindre interesserede selvom antallet af deltagende lande var fordoblet til 28 og der nu var 75 discipliner på programmet. For første gang fik kvinder lov til at deltage, selvom Pierre de Coubertin var imod ideen. Kun 20 kvinder deltog, og det var i golf og tennis. De franske atleter dominerede OL 1900.
Cricket, kroket og golf kom på programmet for første gang. Cricketturneringen blev dog først officielt en del af legene tolv år senere og er første og eneste gang cricket har været spillet som en olympisk disciplin.
Danmark vandt sin første medalje i atletik. Sammen med tre svenskere vandt tre danskere guld i tovtrækning. 

## Medaljetabel
I alt modtog 20 nationer en medalje ved dette OL. Dog fandtes også et hold med atleter fra forskellige nationer. Disse vindere anføres under Blandet Hold. Den danske guldmedalje i tovtrækning (som vi deler med Sverige) er derfor anført under Blandet Hold.
Herunder ses top 10:
| Olympiske Sommerlege 1900 | Olympiske Sommerlege 1900 | Olympiske Sommerlege 1900 | Olympiske Sommerlege 1900 | Olympiske Sommerlege 1900 |       |
| ------------------------- | ------------------------- | ------------------------- | ------------------------- | ------------------------- | ----- |
| Nr.                       | Land                      | Guld                      | Sølv                      | Bronze                    | Total |
| 1.                        | Frankrig                  | 26                        | 41                        | 34                        | 101   |
| 2.                        | USA                       | 19                        | 14                        | 14                        | 47    |
| 3.                        | Storbritannien            | 15                        | 6                         | 9                         | 30    |
| 4.                        | Blandet hold              | 6                         | 3                         | 3                         | 12    |
| 5.                        | Schweiz                   | 6                         | 2                         | 1                         | 9     |
| 6.                        | Belgien                   | 5                         | 5                         | 5                         | 15    |
| 7.                        | Tyskland                  | 4                         | 2                         | 2                         | 8     |
| 8.                        | Italien                   | 2                         | 2                         | 0                         | 4     |
| 9.                        | Australien                | 2                         | 0                         | 3                         | 5     |
| 10.                       | Danmark                   | 1                         | 3                         | 2                         | 6     |

## Danske deltagere
- 14 mænd
- 0 kvinder

## Danske medaljer
| Medalje | Navn | Sport       | Disciplin                           |
| ------- | --- | ----------- | ----------------------------------- |
| Guld    | Lars Jørgen Madsen | Skydning    | Riffelskydning, 300 m, stående      |
| Guld    | Svensk/dansk hold bestående af Gustaf Söderström Karl Gustaf Staaf August Nilsson Eugen Schmidt Edgar Aabye Charles Winckler | Tovtrækning |                                     |
| Sølv    | Anders Peter Nielsen | Skydning    | Riffelskydning, 300 m, 3 positioner |
| Sølv    | Anders Peter Nielsen | Skydning    | Riffelskydning, 300 m, knælende     |
| Sølv    | Anders Peter Nielsen | Skydning    | Riffelskydning, 300 m, liggende     |
| Bronze  | Ernst Schultz | Atletik     | 400 m løb                           |
| Bronze  | Peder Lykkeberg | Svømning    | Undervandssvømning                  |